# گاگائوزیا

پرچم گاگائوزیا.

گاگائوزیا (به گاگائوز: Gagauziya یا Gagauz Yeri؛ به رومانیایی: Găgăuzia؛ به روسی: Гагаузия) یک جمهوری خودمختار در کشور مولداوی است که در تاریخ ۲۳ دسامبر ۱۹۹۴ تأسیس شده‌است. مساحت این جمهوری ۱٬۸۲۳ کیلومتر مربع بوده و جمعیت آن در سال ۲۰۱۱ بالغ بر ۱۶۰٬۷۰۰ نفر بوده‌است. برپایهٔ آمار سال ۲۰۰۴ میلادی، ۸۲٫۱ درصد از ساکنان جمهوری گاگائوز را مردم گاگائوز تشکیل می‌دهند.